# 2013–2014-es német labdarúgókupa
A 2013–2014-es német labdarúgókupa volt a 71. kiírása az évente megrendezett országos kupának, 2013. augusztus 2-án kezdődött és 2014. május 17-én ért véget a berlini Olimpiai Stadionban rendezett döntővel.
A tornára 64 csapat kvalifikálta magát: a német első osztály (Bundesliga) és a másodosztály (2. Bundesliga) összes csapata (a 2012/13-as idény alapján), a harmadosztály (3. liga) első négy helyezettje (a 2012/13-as idény vége alapján) és tartományi bajnokságok (Verbandspokal) bajnokai/dobogósai.

## 1. forduló
| 2013. augusztus 2.             |     |                          |                          |             |  |
| VfL Osnabrück (III.)           | 3-0 | Erzgebirge Aue (II.)     |                          | jegyzőkönyv |  |
| 1. FC Heidenheim 1846 (III.)   | 1-1 | TSV 1860 München (II.)   | tizenegyeslövés után 3-4 | jegyzőkönyv |  |
| RB Leipzig (III.)              | 0-2 | FC Augsburg              |                          | jegyzőkönyv |  |
| 2013. augusztus 3.             |     |                          |                          |             |  |
| Sportfreunde Baumberg (V.)     | 1-4 | FC Ingolstadt 04 (II.)   |                          | jegyzőkönyv |  |
| SG Aumund-Vegesack (V.)        | 0-9 | 1899 Hoffenheim          |                          | jegyzőkönyv |  |
| Neckarsulmer Sport-Union (VI.) | 0-7 | 1. FC Kaiserslautern     |                          | jegyzőkönyv |  |
| SV Lippstadt 08 (IV.)          | 1-6 | Bayer Leverkusen         |                          | jegyzőkönyv |  |
| SC Fortuna Köln (IV.)          | 1-2 | 1. FSV Mainz 05          |                          | jegyzőkönyv |  |
| TSG Neustrelitz (IV.)          | 0-2 | SC Freiburg              | hosszabbítás után        | jegyzőkönyv |  |
| 1. FC Magdeburg (IV.)          | 0-1 | Energie Cottbus (II.)    |                          | jegyzőkönyv |  |
| SV Wilhelmshaven (IV.)         | 0-3 | Borussia Dortmund        |                          | jegyzőkönyv |  |
| Bahlinger SC (V.)              | 1-3 | VfL Bochum               |                          | jegyzőkönyv |  |
| TSV 1860 Rosenheim (IV.)       | 0-2 | VfR Aalen (II.)          |                          | jegyzőkönyv |  |
| Eintracht Trier (IV.)          | 0-2 | 1. FC Köln (II.)         |                          | jegyzőkönyv |  |
| Karlsruher SC (II.)            | 1-3 | VfL Wolfsburg            |                          | jegyzőkönyv |  |
| 2013. augusztus 4.             |     |                          |                          |             |  |
| TSG Pfeddersheim (V.)          | 0-2 | SpVgg Greuther Fürth     |                          | jegyzőkönyv |  |
| 1. FC Saarbrücken (III.)       | 3-1 | Werder Bremen            | hosszabbítás után        | jegyzőkönyv |  |
| SV Darmstadt 98 (III.)         | 0-0 | Borussia Mönchengladbach | tizenegyeslövés után 5-4 | jegyzőkönyv |  |
| Arminia Bielefeld (II.)        | 2-1 | Eintracht Braunschweig   |                          | jegyzőkönyv |  |
| SC Victoria Hamburg (IV.)      | 0-2 | Hannover 96              |                          | jegyzőkönyv |  |
| SV Schott Jena (V.)            | 0-4 | Hamburger SV             |                          | jegyzőkönyv |  |
| SC Wiedenbrück 2000 (IV.)      | 1-0 | Fortuna Düsseldorf (II.) |                          | jegyzőkönyv |  |
| FSV Optik Rathenow (IV.)       | 1-3 | FSV Frankfurt (II.)      | hosszabbítás után        | jegyzőkönyv |  |
| BFC Dynamo (V.)                | 0-2 | VfB Stuttgart            |                          | jegyzőkönyv |  |
| VfR Neumünster (IV.)           | 2-3 | Hertha BSC               | hosszabbítás után        | jegyzőkönyv |  |
| FV Illertissen (IV.)           | 0-2 | Eintracht Frankfurt      |                          | jegyzőkönyv |  |
| Preußen Münster (III.)         | 1-0 | FC St. Pauli (II.)       |                          | jegyzőkönyv |  |
| SV Sandhausen (II.)            | 1-1 | 1. FC Nürnberg           | tizenegyeslövés után 4-3 | jegyzőkönyv |  |
| 2013. augusztus 5.             |     |                          |                          |             |  |
| MSV Duisburg (III.)            | 2-3 | SC Paderborn 07 (II.)    |                          | jegyzőkönyv |  |
| SSV Jahn Regensburg (III.)     | 1-2 | 1. FC Union Berlin (II.) |                          | jegyzőkönyv |  |
| FC Nöttingen (V.)              | 0-2 | FC Schalke 04            |                          | jegyzőkönyv |  |
| BSV Schwarz-Weiß Rehden (IV.)  | 0-5 | Bayern München           |                          | jegyzőkönyv |  |

## 2. forduló
| 2013. szeptember 24.       |     |                          |                   |             |  |
| Preußen Münster (III.)     | 0-3 | FC Augsburg              |                   | jegyzőkönyv |  |
| SC Wiedenbrück 2000 (IV.)  | 1-3 | SV Sandhausen (II.)      |                   | jegyzőkönyv |  |
| TSV 1860 München (II.)     | 0-2 | Borussia Dortmund        | hosszabbítás után | jegyzőkönyv |  |
| VfL Wolfsburg              | 2-0 | VfR Aalen (II.)          |                   | jegyzőkönyv |  |
| Arminia Bielefeld (II.)    | 0-2 | Bayer Leverkusen         |                   | jegyzőkönyv |  |
| Hamburger SV               | 1-0 | Greuther Fürth (II.)     |                   | jegyzőkönyv |  |
| 1899 Hoffenheim            | 3-0 | Energie Cottbus (II.)    | hosszabbítás után | jegyzőkönyv |  |
| 1. FSV Mainz 05            | 0-1 | 1. FC Köln (II.)         |                   | jegyzőkönyv |  |
| 2013. szeptember 25.       |     |                          |                   |             |  |
| 1. FC Saarbrücken (III.)   | 2-1 | SC Paderborn 07 (II.)    |                   | jegyzőkönyv |  |
| Eintracht Frankfurt        | 2-0 | VfL Bochum (II.)         |                   | jegyzőkönyv |  |
| FSV Frankfurt (II.)        | 0-2 | FC Ingolstadt 04 (II.)   |                   | jegyzőkönyv |  |
| 1. FC Kaiserslautern (II.) | 3-1 | Hertha BSC               |                   | jegyzőkönyv |  |
| VfL Osnabrück (III.)       | 0-1 | 1. FC Union Berlin (II.) |                   | jegyzőkönyv |  |
| SV Darmstadt 98 (III.)     | 1-3 | FC Schalke 04            |                   | jegyzőkönyv |  |
| Bayern München             | 4-1 | Hannover 96              |                   | jegyzőkönyv |  |
| SC Freiburg                | 2-1 | VfB Stuttgart            |                   | jegyzőkönyv |  |

## Nyolcaddöntő
| 2013. december 3. 19:00 (CEST) |

| Union Berlin (II.) | 0–3               | 1. FC Kaiserslautern (II.)    |
| ------------------ | ----------------- | ----------------------------- |
|                    | (0–2) Jegyzőkönyv | Orban 18' Zoller 45' Gaus 83' |

| Stadion An der Alten Försterei, Berlin Nézőszám: 27,717 Játékvezető: Peter Sippel (német) |

| 2013. december 3. 19:00 (CEST) |

| Hamburger SV             | 2–1               | 1. FC Köln (II.) |
| ------------------------ | ----------------- | ---------------- |
| Besiter 42' Iličević 85' | (1–0) Jegyzőkönyv | Matuszczyk 54'   |

| Imtech Arena, Hamburg Nézőszám: 57,000 Játékvezető: Florian Meyer (német) |

| 2013. december 3. 20:30 (CEST) |

| Schalke 04 | 1–3               | 1899 Hoffenheim                      |
| ---------- | ----------------- | ------------------------------------ |
| Farfán 67' | (0–3) Jegyzőkönyv | Herdling 21' Volland 32' Firmino 35' |

| Veltins-Arena, Gelsenkirchen Nézőszám: 51,078 Játékvezető: Knut Kircher (német) |

| 2013. december 3. 20:30 (CEST) |

| 1. FC Saarbrücken (III.) | 0–2               | Borussia Dortmund        |
| ------------------------ | ----------------- | ------------------------ |
|                          | (0–1) Jegyzőkönyv | Schieber 19' Hofmann 49' |

| Ludwigsparkstadion, Saarbrücken Nézőszám: 30,931 Játékvezető: Marco Fritz (német) |

| 2013. december 4. 19:00 (CEST) |

| SC Freiburg | 1–2               | Bayer Leverkusen |
| ----------- | ----------------- | ---------------- |
| Ginter 19'  | (1–1) Jegyzőkönyv | Kruse 1' Can 77' |

| Mage Solar Stadion, Freiburg Nézőszám: 16,400 Játékvezető: Thorsten Kinhöfer (német) |

| 2013. december 4. 19:00 (CEST) |

| VfL Wolfsburg      | 2–1               | Ingolstadt 04 (II.) |
| ------------------ | ----------------- | ------------------- |
| Naldo 66' Olić 89' | (0–1) Jegyzőkönyv | Caiuby 17'          |

| Volkswagen Arena, Wolfsburg Nézőszám: 7,846 Játékvezető: Markus Schmidt (német) |

| 2013. december 4. 20:30 (CEST) |

| Eintracht Frankfurt           | 4–2               | SV Sandhausen (II.)         |
| ----------------------------- | ----------------- | --------------------------- |
| Joselu 19' 49' 90' Kadlec 72' | (1–0) Jegyzőkönyv | Rode 64' (öngól) Tüting 66' |

| Commerzbank-Arena, Frankfurt Nézőszám: 18,200 Játékvezető: Bastian Dankert (német) |

| 2013. december 4. 20:30 (CEST) |

| FC Augsburg | 0–2               | Bayern München       |
| ----------- | ----------------- | -------------------- |
|             | (0–1) Jegyzőkönyv | Robben 4' Müller 78' |

| SGL arena, Augsburg Nézőszám: 30,660 Játékvezető: Felix Zwayer (német) |

## Negyeddöntő
| 2014. február 11. 20:45 (CEST) |

| Eintracht Frankfurt | 0–1               | Borussia Dortmund |
| ------------------- | ----------------- | ----------------- |
|                     | (0–0) Jegyzőkönyv | Aubameyang 83'    |

| Commerzbank-Arena, Frankfurt Nézőszám: 51,500 Játékvezető: Knut Kircher (német) Asszisztensek: Robert Kempter, Thorsten Schiffner |

| 2014. február 12. 19:00 (CEST) |

| 1899 Hoffenheim | 2–3               | VfL Wolfsburg                       |
| --------------- | ----------------- | ----------------------------------- |
| Firmino 39' 90' | (1–2) Jegyzőkönyv | Rodríguez 26' 44' 46′, 70′ Dost 64' |

| Rhein-Neckar-Arena, Sinsheim Nézőszám: 12,000 Játékvezető: Peter Gagelmann (német) Asszisztensek: Matthias Anklam, Thomas Gorniak |

| 2014. február 12. 19:00 (CEST) |

| Bayer Leverkusen | 0–1 (h. u.)       | 1. FC Kaiserslautern (II.) |
| ---------------- | ----------------- | -------------------------- |
|                  | (0–0) Jegyzőkönyv | Jenssen 114'               |

| BayArena, Leverkusen Nézőszám: 23,000 Játékvezető: Tobias Welz (német) Asszisztensek: Rafael Foltyn, Martin Thomsen |

| 2014. február 12. 20:30 (CEST) |

| Hamburger SV | 0–5               | Bayern München                             |
| ------------ | ----------------- | ------------------------------------------ |
|              | (0–2) Jegyzőkönyv | Mandžukić 22' 74' 76' Dante 26' Robben 54' |

| Imtech Arena, Hamburg Nézőszám: 57,000 Játékvezető: Felix Zwayer (német) Asszisztensek: Florian Steuer, Marcel Pelgrim |

## Elődöntő
| 2014. április 15. 20:30 |

| Borussia Dortmund             | 2–0               | VfL Wolfsburg |
| ----------------------------- | ----------------- | ------------- |
| Mhitarján 13' Lewandowski 43' | (2–0) Jegyzőkönyv |               |

| Signal Iduna Park, Dortmund Nézőszám: 80 200 Játékvezető: Manuel Gräfe (német) Asszisztensek: Markus Sinn, Jan Seidel |

| 2014. április 16. 20:30 |

| Bayern München                                                                      | 5–1               | 1. FC Kaiserslautern (II.) |
| ----------------------------------------------------------------------------------- | ----------------- | -------------------------- |
| Schweinsteiger 24' Kroos 32' Thomas Müller 50' (11-esből) Mandžukić 78' Götze 90+1' | (2–0) Jegyzőkönyv | Zoller 60'                 |

| Allianz Arena, München Nézőszám: 71 000 Játékvezető: Thorsten Kinhöfer (német) Asszisztensek: Matthias Anklam, Christian Fischer |

## Döntő
| 2014. május 17. 20:00 (CEST) |

| Borussia Dortmund | 0–2 (h. u.)                 | Bayern München          |
| ----------------- | --------------------------- | ----------------------- |
|                   | (0–0, 0–0, 0–0) Jegyzőkönyv | Robben 107' Müller 120' |

| Olimpiai Stadion, Berlin Nézőszám: 76,197 Játékvezető: Florian Meyer (német) |

| Borussia Dortmund | Bayern München |

| BORUSSIA DORTMUND: |    |                              |  |      |
|                    |    |                              |  |      |
| KA                 | 1  | Roman Weidenfeller (cs)      |  |      |
| JV                 | 26 | Łukasz Piszczek              |  |      |
| KV                 | 25 | Szokrátisz Papasztathópulosz |  |      |
| KV                 | 15 | Mats Hummels                 |  |      |
| BV                 | 29 | Marcel Schmelzer             |  |      |
| KKP                | 14 | Miloš Jojić                  |  | 83'  |
| KKP                | 18 | Nuri Şahin                   |  |      |
| JSZ                | 19 | Kevin Großkreutz             |  | 110' |
| TKP                | 11 | Marco Reus                   |  |      |
| BSZ                | 10 | Henrih Mhitarján             |  | 60'  |
| CS                 | 9  | Robert Lewandowski           |  |      |
| Cserék:            |    |                              |  |      |
| KA                 | 33 | Zlatan Alomerović            |  |      |
| V                  | 2  | Manuel Friedrich             |  |      |
| JV                 | 37 | Erik Durm                    |  |      |
| KP                 | 5  | Sebastian Kehl               |  |      |
| KP                 | 7  | Jonas Hofmann                |  | 110' |
| KP                 | 21 | Oliver Kirch                 |  | 60'  |
| CS                 | 17 | Pierre-Emerick Aubameyang    |  | 83'  |
| Edző:              |    |                              |  |      |
| Jürgen Klopp       |    |                              |  |      |

| BAYERN MÜNCHEN: |    |                   |           |
|                 |    |                   |           |
| KA              | 1  | Manuel Neuer      |           |
| V               | 17 | Jérôme Boateng    | 67'       |
| V               | 8  | Javi Martínez     |           |
| V               | 4  | Dante             |           |
| KKP             | 21 | Philipp Lahm (cs) | 31'       |
| KKP             | 39 | Toni Kroos        | 52'       |
| JSZ             | 34 | Pierre Højbjerg   | 63' 102'  |
| TKP             | 25 | Thomas Müller     |           |
| TKP             | 19 | Mario Götze       |           |
| BSZ             | 13 | Rafinha           |           |
| CS              | 10 | Arjen Robben      | 117'      |
| Cserék:         |    |                   |           |
| KA              | 32 | Lukas Raeder      |           |
| V               | 5  | Daniel Van Buyten | 115' 102' |
| BV              | 26 | Diego Contento    |           |
| BSZ             | 7  | Franck Ribéry     | 31' 112'  |
| TKP             | 11 | Xherdan Shaqiri   |           |
| CS              | 14 | Claudio Pizarro   | 109'      |
| Edző:           |    |                   |           |
| Josep Guardiola |    |                   |           |

| Játékvezető Florian Meyer (német) Asszisztensek: Frank Willenborg (német) Christoph Bornhorst (német) Negyedik játékvezető: Christian Dingert (német) |

| A 2013-2014-es Német labdarúgókupa győztese: |                        |
| BAYERN MÜNCHEN 17. cím                       |                        |
| ← 2012-13-as DFB-Pokal                       | 2014-15-ös DFB-Pokal → |